# Malé
För andra betydelser, se Malé (olika betydelser).
Malé (divehi: މާލެ) är huvudstad i Maldiverna. Den är landets enda större stad och hade 179 041 invånare 2014 , vilket är cirka 45 procent av landets befolkning. Malé är även namnet på den ö som i stort sett helt upptas av staden, belägen i sydöstra hörnet av Norra Maléatollen. Staden hyser parlament, regeringsbyggnader och domstolar samt skolor och ett sjukhus. I staden finns landets viktigaste hamn. Bland exportprodukter märks kokosnötter, fisk och brödfrukter. Malés viktigaste moské är Fredagsmoskén. 
Förutom ön Malé med 154 000 invånare, som delas in i stadsdelarna Galolhu, Henveiru, Maafannu och Macchangolhi, består staden av öarna Villingili och Hulhulé samt den konstgjorda ön Hulhumalé. På Hulhulé finns Malés internationella flygplats. 
Då öns yta är 2,1 kvadratkilometer, är Malé en av världens mest tätbefolkade städer. Förutom alla permanenta invånare tar staden dessutom emot över 170 000 turister årligen. Detta har gjort att stadsplanerarna har varit tvungna att utnyttja den lilla ytan och omkringliggande öar maximalt.
Malé var historiskt residensstad för sultanen av Maldiverna, men det kungliga palatset revs efter monarkins avskaffande 1968.

## Klimat
|                                            | Jan   | Feb  | Mar  | Apr   | Maj   | Jun   | Jul   | Aug   | Sep   | Okt   | Nov   | Dec   |
| ------------------------------------------ | ----- | ---- | ---- | ----- | ----- | ----- | ----- | ----- | ----- | ----- | ----- | ----- |
| Normaldygnets maximitemperaturs medelvärde | 30,3  | 30,7 | 31,4 | 31,6  | 31,2  | 30,6  | 30,5  | 30,4  | 30,2  | 30,2  | 30,1  | 30,1  |
| Normaldygnets minimitemperaturs medelvärde | 25,7  | 25,9 | 26,4 | 26,8  | 26,3  | 26,0  | 25,8  | 25,5  | 25,3  | 25,4  | 25,2  | 25,4  |
|                                            |       |      |      |       |       |       |       |       |       |       |       |       |
| Nederbörd                                  | 114,2 | 38,1 | 73,9 | 122,5 | 218,9 | 167,3 | 149,9 | 175,5 | 199,0 | 194,2 | 231,1 | 216,8 |

| Diagram | temperaturer i °C • månadsnederbörd i mm • Källa: WMO | temperaturer i °C • månadsnederbörd i mm • Källa: WMO | temperaturer i °C • månadsnederbörd i mm • Källa: WMO | temperaturer i °C • månadsnederbörd i mm • Källa: WMO | temperaturer i °C • månadsnederbörd i mm • Källa: WMO | temperaturer i °C • månadsnederbörd i mm • Källa: WMO | temperaturer i °C • månadsnederbörd i mm • Källa: WMO | temperaturer i °C • månadsnederbörd i mm • Källa: WMO | temperaturer i °C • månadsnederbörd i mm • Källa: WMO | temperaturer i °C • månadsnederbörd i mm • Källa: WMO | temperaturer i °C • månadsnederbörd i mm • Källa: WMO | temperaturer i °C • månadsnederbörd i mm • Källa: WMO |
|         | 114 30 26                                             | 38 31 26                                              | 74 31 26                                              | 123 32 27                                             | 219 31 26                                             | 167 31 26                                             | 150 31 26                                             | 176 30 26                                             | 199 30 25                                             | 194 30 25                                             | 231 30 25                                             | 217 30 25                                             |